# Sofiane Akrout
Sofiane Akrout – tunezyjski zapaśnik walczący przeważnie w stylu wolnym. Zajął piąte miejsce na igrzyskach śródziemnomorskich w 2001. Zdobył sześć medali na mistrzostwach Afryki w latach 2001 - 2005. Siódmy w Pucharze Świata w 2005 roku.